# Knapp
För andra betydelser, se Knapp (olika betydelser).
En knapp är en oftast rund och platt tingest som används för att hålla ihop klädesplagg eller som prydnad. Knappen träs genom ett knapphål i ett annat tygstycke, eller en annan kant av samma tygsjok.
Det finns två huvudsakliga sätt att fästa en knapp vid underlaget. Det äldsta sättet är genom en ögla på knappens baksida. Ett nyare sätt är genom vanligen två eller fyra genomgående hål som på bilden.
Numera tillverkas de flesta knappar i plast, men även metaller och trä förekommer. Tidigare var musselskal ett vanligt material för att framställa pärlemorskimrande knappar, men detta är nästan helt ersatt av plast. Nötter från Elfenbenspalmer användes i knappar fram till 1930-talet som ersättning av elfenben. Dess knappar kallas corozo och corosso.
Bruket av knappar kom till Europa under 1300-talet, närmast från Turkiet. Tidigare hade kläderna fästs ihop med spännen, hakar och hyskor. I Europa tillkom bruket av knapphål att trä knappen igenom, medan tidigare knappen fördes in i en ögla i motsvarande tygstycke.
Knapptillverkningen är främst en fabriksindustri, men knapptillverkning förekommer även inom hemslöjden.
Ordet "knapp" i denna bemärkelse är belagd i svenska språket sedan förra hälften av 1300-talet.
Inom sjöväsendet är en knapp en ring- eller kulformad klots, som anbringas på toppen av en stång (bramstång, flaggstång eller dylikt). Knappen är försedd antingen med två hål eller med en mindre blockskiva för varje sejnfall (lina, varmed flagga eller signaltecken hissas).
Knapp kallas också en kul- eller skivformig upphöjning (vanligen överst) på ett föremål, till exempel käpp-, värjknapp, sadelknapp (på främre sadelbommen), knapp på en gitarr och så vidare.

## Bilder

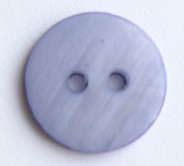
En rund knapp i plast med två genomgående hål.
Knapp av silver silver med bergkristall på röd folie, 1700-tal

## Historik
Knappar tillverkades av metall, horn, ben, elfenben, pärlemor, sköldpadd, stennöt, kokosnötskal, porslin, trä, ebonit (hårdgummi) eller dylikt. Metallknappar göts förr i tiden av blyhaltigt tenn och försågs med en gjuten ögla, senare i dess ställe med 2–4 hål för sytråden. Mässingsknappar har en fastlödd ögla.
Metallknappar gjordes nästan uteslutande av bleck (mässing eller brons) genom utstansning av runda skivor och sedan pressning, betning och polering. Ihåliga metallknappar bildas av två skivor, som genom omvikning eller lödning förenas och får ett mellanlägg av papp eller gips. Förgyllning och försilvring sker på galvanisk väg. På överklädda knappar är tyget invikt och fasthållet mellan bleckplattorna, och i öglans ställe tjänstgör ofta ett stycke linne, som valkformigt sticker fram ur den undre plattans mitt.
De enklaste överklädda knapparna består av en mässingsring runt vilken en rund tygbit pressas och en annan sådan fästs på avigsidan. Starkare fäste än påsydda knappar erbjuder de tvådelade, vilkas ena nitartade del sticks genom tyget och därefter trycks samman med den andra. Överspunna knappar fås genom att skivorna viras om med garn. Svarvning anlitas för tillverkning av knappar av ben, horn, stennöt, pärlemor, sköldpadd och så vidare; de förses med hål samt slipas och poleras.
Manschettknappar har två huvuden som är förenade med varandra, det ena är ofta nedfällbar. Manschettknappar nyttjas till att fästa kragar och manschetter. Uniformsknappar (av metall, med präglade vapen och dylikt) tjänar som åtskillnadstecken för olika kårer och regementen

## Arkeologi
Knappar förekom redan tidigt dels som smycken, dels för hopfästande av läderremmar. För dräktens hopfästande ägde de under hela forntiden inte den betydelse, som de sedan medeltiden fick, eftersom de mestadels ersattes av fibulor.
Redan under den äldre stenåldern förekom ett slags runda benplattor med hål i mitten, som påminner om våra knappar, men troligen användes som smycken; de är ibland graverade på båda sidor (Dordogne, Frankrike). Andra, till exempel från Langerie-Basse, har formen av en dubbelkon med spetsarna vända mot varandra.
Även den yngre stenåldern uppvisar knappar av ben, sten, bärnsten, alabaster. Man känner från Frankrike rätt många koniska knappar av alabaster med borrhål, och i Sverige har flera bärnstensknappar påträffats med så kallad v-borrning (två borrhål i basen mötas i vinkel inne i knappen).
Från bronsåldern äger man åtskilliga så kallade dubbelknappar av brons, vilka ofta påträffats sittande i skinnrester. I Sverige är sådana knappar kända till exempel från Hågahögen vid Uppsala och ur ett stort fynd från Häggeby vid Enköping.
Under järnåldern var knappar sällsynta. En dylik med ögla på undersidan och med emaljanläggning, troligen bysantinsk, har hittats på Björkö i Mälaren.